# Kaqur Kangri
El Kaqur Kangri o Kubi Gangri es una montaña de 6.859 metros de altitud en la cordillera del Himalaya, entre Nepal y el Tíbet, la más alta de la subcordillera Rongla Himal.

## Localización
El Kaqur Kangri se encuentra entre las divisiorias de aguas del Mugu Karnali, al sur, y el Yarlung Tsangpo, al norte.
La primera ascensión a esta montaña fue realizada el 24 de septiembre de 2002 por un equipo de cinco escaladores japoneses pertenecientes al Doshisha University Alpine Club.